# جیم استاینمن
جیم استاینمن (انگلیسی: Jim Steinman؛ (زادهٔ ۱ نوامبر ۱۹۴۷ – درگذشتهٔ ۱۹ آوریل ۲۰۲۱) یک موسیقی‌دان اهل ایالات متحده آمریکا بود. وی از سال ۱۹۶۹ میلادی تا زمان مرگش مشغول فعالیت بود.